# 藤井将貴
藤井 将貴（ふじい まさき、1990年6月14日 - ）は、日本のフルコンタクト系の空手選手、キックボクサー。段位は極真拳空手参段。東京都品川区出身。身長182cm、体重93kg。極真拳武會所属。

## 概要
第8回オープントーナメント全日本空手道選手権（主催：極真館）重量級で優勝。
2013年、KWU極真ワールドユニオン主催、全極真世界大会(開催国：ブルガリア)、95kg超級にて準優勝。
2012年、全日本空手道選手権大会(主催：極真館)89kg超級で優勝。
2009年、全極真世界ウェイト制空手道選手権大会（開催地：ハンガリー、主催：極真館）重量級、日本代表。
2011年から2年半間のニュージーランドへ留学し、その後帰国し、現在は空手に専念している。
2016年11月、極真館 全日本空手道選手権大会 4連覇を果たした。
盧山初雄館長率いる財団法人極真奨学会 極真空手道連盟極真館の城南大井町支部大井町道場に所属していたが、2016年11月に極真館全日本大会を4連覇した後、同年12月に自主退会し、翌年2月、極真拳武会に合流。

## プロフィール
小学校2年生の時に、当時の極真会館（松井派）城南川崎支部大井町道場（金子雅弘師範）に兄の藤井脩祐（極真館、全日本王者）と共に入門。
中高生時代は、ラグビーで有名な関東学院でラグビー部に所属しながら極真空手の修行を両立させていた。6年間、ラグビーと空手を両立させ、共に実績を残している。空手では、全日本青少年大会に於いて、高校1・2年生の時に2年連続で準優勝。そして3年生の時に優勝を遂げた。幼少期より体が大きかったために、中学生の時から高校生の試合へ出場して優勝したり、高校生の時には一般部の関東大会へ出場し優勝したりと実績を積み重ねていた。また、ラグビーでは、高校3年生の時にナンバー8としてラグビー神奈川代表国体選抜選手となる。
2009年、関東学院高校を卒業後ニュージーランドへ留学。留学後の2010年5月15日にアマチュアながらニュージーランドのオークランドで開催されたプロの格闘イベント「XPLOSION」に石井慧らと共に参戦し、スーパーヘビー級のK-1ルールの試合で初出場、初勝利を収めた。また、同年11月21日開催された極真館、第8回全日本選手権大会の重量級で優勝を収め、兄の脩祐(第4･6･7回全日本王者)と共に兄弟で全日本重量級の優勝を果たした。2012全日本空手道選手権大会では、兄・脩祐が89kg以下級で優勝し兄弟で2階級を制覇、続く各階級を制した王者同士が戦う争覇戦に於いて、兄・脩祐との兄弟対決が実現。善戦するも延長戦の末、僅差で兄・脩祐に敗退。その後、兄・脩祐が第一線を退いた後は、弟の将貴が全日本選手権の連覇を続けており、極真館を代表する最強の藤井兄弟として名を馳せていた。そして、2013年10月には、ブルガリアで開催されたKWU極真ワールドユニオン主催の全極真世界大会へ日本代表として出場し、+95kg超級で準優勝を果たし、翌月11月には、極真館、全日本選手権大会争覇戦へ出場し、重量級で優勝し、争覇戦に駒を進め優勝。初の日本一の栄冠に輝き、その後、極真館全日本四連覇を達成した翌年2017年2月に極真拳武会へ移籍した。
移籍後、最盛期110kg以上あった体重を90kgまで減量し、2018年に開催された新極真会主催の第50回全日本空手道選手権大会に挑んだが、移籍などによる稽古不足と減量などの影響か最盛期のパワーが劣り、2回戦で敗退。

## 試合スタイル
ラグビーで鍛え上げられたパワーを生かした戦い方で、重厚な体から繰り出される技の重さと圧力は、兄・藤井脩祐(極真館、日本王者)を凌ぐほど。特に左右の下段回し蹴りの威力が強く、対戦相手を1発で効かす力を持っている。

## 主な戦歴
- 2019年 極真拳武会 カナダ大会　スーパーヘビー級　優勝（開催地：カナダ)
- 2018年 新極真会 第50回全日本空手道選手権大会　2回戦進出（開催地：エディオンアリーナ大阪）
- 2016年 極真館 2016全日本空手道選手権大会　4連覇で優勝（無差別）（開催地：国立代々木競技場第二体育館）
- 2015年 極真館 2015全日本空手道選手権大会　争覇戦3連覇で優勝（開催地：国立代々木競技場第二体育館）
- 2015年 極真館 第一回カナダ大会 スーパーヘビー級 優勝 争覇戦 優勝（開催地：カナダ・モンクトン）
- 2015年 極真館 2015全日本ウェイト制空手道選手権大会　真剣勝負ルール 89kg超級 優勝（開催地：戸田市スポーツセンター）
- 2014年 極真館 2014全日本空手道選手権大会　争覇戦2連覇で優勝（開催地：国立代々木競技場第二体育館）
- 2013年 極真館 2013全日本空手道選手権大会　89kg超級優勝及び争覇戦優勝（開催地：国立代々木競技場第二体育館）
- 2013年 2013KWU極真世界空手道選手権大会 +95kg級 準優勝（開催地：ブルガリア・ソフィア、アリーナ・アルミーク・ソフィア）
- 2012年 極真館 2012全日本空手道選手権大会　89kg超級優勝（開催地：国立代々木競技場第二体育館）[1]
- 2010年 極真館 第8回全日本空手道選手権大会 重量級 優勝（開催地：国立代々木競技場第二体育館）[2]
- 2010年11月21日 極真館 第8回全日本空手道選手権大会 争覇戦 準優勝（開催地：国立代々木競技場第二体育館）[2]
- 2010年5月 「XPLOSION」NZ vs JAPANに参戦。スーパーヘビー級のK-1ルールの試合に初参戦し初勝利（開催地：ニュージーランド）
- 2009年11月3日 極真館 第7回全日本空手道選手権大会 5位入賞（開催地：国立代々木競技場第二体育館）[3]
- 2009年 全極真世界ウェイト制空手道選手権大会 in ハンガリー 重量級 日本代表（開催地：ハンガリー・ブダペスト）
- 2008年 極真館 第6回全日本空手道選手権大会 重量級 3位（開催地：国立代々木競技場第二体育館）
- 2008年 極真館 第14回全日本青少年空手道選手権大会 高校生重量級 優勝（開催地：戸田市スポーツセンター）[4]
- 2007年 極真館 第13回全日本青少年空手道選手権大会 高校生重量級 準優勝（開催地：戸田市スポーツセンター）
- 2007年「K-1 JAPAN TRYOUT 〜日本人戦士育成プロジェクト〜」準合格[5][6]
- 2006年 極真館 第12回全日本青少年空手道選手権大会 高校生重量級 準優勝（開催地：戸田市スポーツセンター）